# حي عقل باعوين (حضرموت)
حي عقل باعوين هو أحد أحياء مديرية الشحر في محافظة حضرموت اليمنية. يبلغ تعداد سكانه 1058 نسمة حسب التعداد السكاني في اليمن لعام 2004.